# 乌达奇内市镇
乌达奇内镇级市镇（烏克蘭語：Удачненська селищна громада），是乌克兰顿涅茨克州波克羅夫斯克區的一个市镇，行政中心为乌达奇内镇。市镇面积为216平方公里，2020年人口数量为3,910人。

## 居民点
该市镇包括一个镇（乌达奇内）和6个村庄：
- 卡利尼夫卡（烏克蘭語：Калинівка (Покровський район)）
- 莫洛代茨凯（烏克蘭語：Молодецьке (Покровський район)）
- 穆拉夫卡（烏克蘭語：Муравка）
- 新米科拉伊夫卡（烏克蘭語：Новомиколаївка (Покровський район)）
- 新塞尔希伊夫卡（烏克蘭語：Новосергіївка (Покровський район)）
- 塞尔希伊夫卡（烏克蘭語：Сергіївка (Удачненська селищна громада)）